# كيج كلارك
كيج كلارك (بالإنجليزية: Gage Clarke) هو ممثل أمريكي، ولد في 3 مارس 1900 في فاسار في الولايات المتحدة، وتوفي في 22 أكتوبر 1964.

## وصلات خارجية
- كيج كلارك على موقع IMDb (الإنجليزية)
- كيج كلارك على موقع قاعدة بيانات برودواي على الإنترنت (الإنجليزية)
- كيج كلارك على موقع قاعدة بيانات الفيلم (الإنجليزية)